# Fujiko Pro
Fujiko F. Fujio Pro LTD（株式会社藤子・F・不二雄プロ, Chu thức hội xã Đằng Tử Bất Nhị Hùng) hay còn gọi Fujiko Pro là công ty chuyên sản xuất phim hoạt hình tại Nhật Bản do họa sĩ Fujiko F. Fujio thành lập. Chủ tịch và giám đốc đại diện công ty là Yoshiaki Ito. Công ty tọa lạc tại Shinjuku Tokyo.

## Tổng quan
Ban đầu khi Fujiko F. Fujio và Fujiko Fujio còn là bộ đôi đã thành lập công ty và đặt tên là Fujiko Studio. Đến năm 1987 khi cả hai không còn hợp tác thì studio do Fujiko  Fujio tiếp quản và tiếp tục sáng tác những tác phẩm của mình. Tiếp theo là ông đã Fujiko F. Fujio thành lập ra công ty Fujiko Pro mới để kinh doanh. Giám đốc đương nhiệm thời điểm đó chính là họa sĩ Fujiko F. Fujio (Fujimoto Hiroshi). Sau khi ông qua đời bà Fujimoto Masako là giám đốc đại diện còn chủ tịch là ông Ito. Hiện bà Masako đã nghỉ hưu (từ 2006).
Khi ông Fujiko còn sống ông quản trị kinh doanh và sáng tác truyện tranh là chủ yếu.

## Mối quan hệ với Fujiko Studio
Hiện nay Fujiko Pro và Fujiko Studio không có mối liên hệ nào với nhau như là một công ty riêng lẻ và hoàn toàn khác nhau từ tên công ty cho đến bút danh họa sĩ.
Ngoài ra cả hai bên đều giữ tác quyền "Obake no Q-tarō" nhưng vào tháng 7 năm 2009 bộ truyện được tái bản phiên bản mới và in tên nguyên tác là Fujiko F. Fujio.